# Nguyễn Phúc Ngọc Cửu
Nguyễn Phúc Ngọc Cửu (chữ Hán: 阮福玉玖; 1802 – 1846), phong hiệu An Lễ Công chúa (安禮公主), là một công chúa con vua Gia Long nhà Nguyễn trong lịch sử Việt Nam.

## Tiểu sử
Hoàng nữ Ngọc Cửu sinh năm Nhâm Tuất (1802), là con gái thứ tám của vua Gia Long, mẹ là Tiệp dư Dương Thị Sự. Bà Ngọc Cửu là em cùng mẹ với Định Viễn Quận vương Nguyễn Phúc Bính.
Năm Minh Mạng thứ 5 (1824), tháng giêng, công chúa Ngọc Cửu lấy chồng là Vệ úy Lê Hậu, là con trai của công thần Lê Chất. Cả hai có với nhau được ba con trai và một con gái. Lê Chất còn một người con gái tên là Lê Thị Tường, nhập cung làm thứ phi của vua Minh Mạng, là mẹ của Quỳ Châu Quận công Miên Liêu.
Năm Minh Mạng thứ 11 (1830), tháng 4 nhuận (âm lịch), phò mã Hậu đi thú về bệnh rồi mất, được cấp cho một cây vải gấm Tống và 100 quan tiền.
Năm Thiệu Trị thứ 6 (1846), tháng 5 nhuận (âm lịch), Thái trưởng công chúa Ngọc Cửu mất, thọ 45 tuổi. Vua hay tin thì thương tiếc, cho nghỉ triều 2 ngày, sai Định Viễn công lo liệu việc tang cho em gái, tất cả công việc làm ma chay đều chuẩn cho lấy tiền công chiểu cấp, lại sai quận công Miên Liêu khâm mạng đến tế. Vua dụ cho quan bộ Lễ rằng: “Thái trưởng công chúa lúc ngày thường, hạnh kiểm đáng khen, theo lệ nên phong tặng, chỉ vì người chồng là Lê Hậu (con Lê Chất) trước can án tội nặng, công chúa tuy là bậc nghị thân, nghị quý, được tha tội, nhưng phong tặng trọng điển của triều đình, hà nên quá lạm? Vậy cho tên thụy là Uyển Thục (婉淑), gia cấp 1.000 quan tiền, 100 cân sáp, 300 cân dầu”. Không rõ bà được truy tặng An Lễ Công chúa (安禮公主) vào thời điểm nào.

### Trích dẫn
- Hội đồng trị sự Nguyễn Phúc Tộc (1995), Nguyễn Phúc Tộc thế phả Lưu trữ ngày 27 tháng 9 năm 2020 tại Wayback Machine, Nhà xuất bản Thuận Hóa
- Quốc sử quán triều Nguyễn (2006), Đại Nam liệt truyện chính biên, Tổ Phiên dịch Viện Sử học dịch, Nhà xuất bản Thuận Hóa
- Quốc sử quán triều Nguyễn (2006), Đại Nam thực lục chính biên, Tổ Phiên dịch Viện Sử học dịch, Nhà xuất bản Giáo dục